# Druso
Druso (titre original : Druso oder : die gestohlene Menschheit) est un roman de science-fiction de l'écrivain allemand Friedrich Freksa (de) paru en 1931.
Le roman est traduit en français en 1960.

## Édition française
- Friedrich Freksa (de), Druso, adapté de l'allemand par Georges H. Gallet, Paris, Hachette, coll. « Le Rayon fantastique » no 73, 1960